# Zschokkella leptatherinae
Zschokkella leptatherinae is een microscopische parasiet uit de familie Myxidiidae. Zschokkella leptatherinae werd in 1995 beschreven door Su & White. 